# Rebbau- und Heimatmuseum (Spiez)

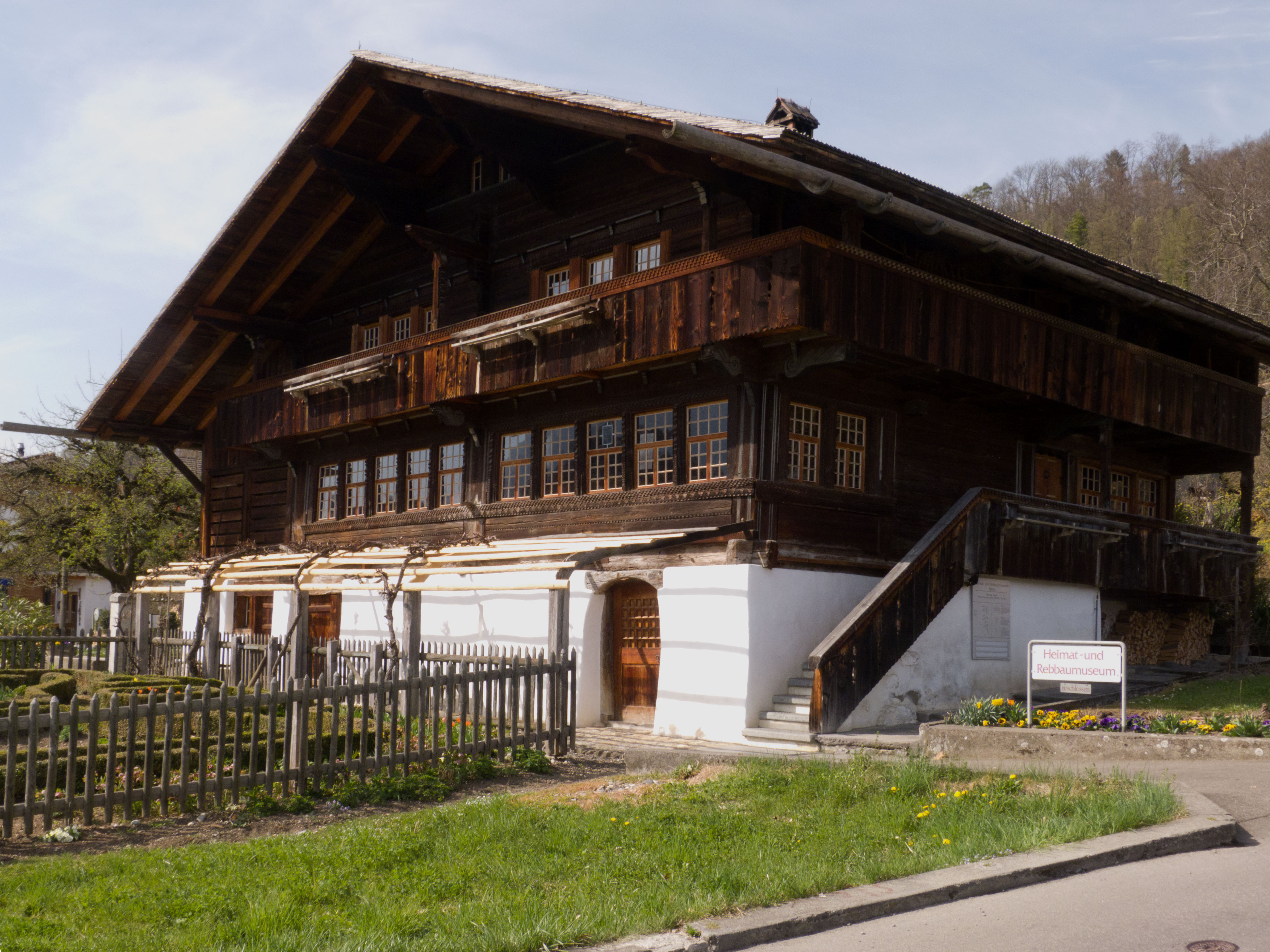
Das Rebbaumuseum in Spiez (2012)

Das Rebbau- und Heimatmuseum in Spiez, Kanton Bern, Schweiz, ist seit 1986 in einem Weinbauernhaus in typischem Simmentaler Baustil eingerichtet. Mit seinen drei Gebäuden ist das Ensemble als Kulturgut von nationaler Bedeutung mit KGS NR. 9239 eingestuft.

## Gebäude
Das Bauernhaus wurde 1728 von einem der führenden Zimmermeister des frühen 18. Jahrhunderts im unteren Simmen- und Kandertal, Christen Linder,  für Hans Rebmann gebaut. Das gemauerte Sockelgeschoss diente als Weinkeller und Vorratsraum; möglicherweise auch als Stall für Kleintiere. Jetzt ist dort noch eine museale Küferwerkstatt eingerichtet. Die Obergeschosse dienten der Bauernfamilie als Wohnung.
Ein vom gleichen Zimmermann 1720 gebauter Speicher steht südlich vom Wohnhaus. Der zweigeschossige Blockbau steht auf einem gemauerten Sockel. Die dreiseitig umlaufenden Lauben sind von einem breit überstehendem Brettschindeldach überdeckt, das mit Steinen gegen Sturmschäden beschwert ist. Der Spycher diente zur Lagerung der Erntefrüchte und wertvoller Güter des bäuerlichen Haushalts.
Das dritte Gebäude ist die Trottenscheune, genannt Trüel aus dem 18. Jahrhundert. Auf dem gemauerten Sockel wurde ebenfalls ein Blockbau erstellt, jedoch in einer anderen Bauart. Es steht am Rand des Grundstücks und enthält eine grosse Traubenpresse. Der Trüel wurde von der Familie R.Huber-Regez durch die Rebbaugenossenschaft erworben und der Stiftung geschenkt. Dort wurden die Trauben anderer Winzer der Spiezer Bäuert gepresst. Ausserdem befindet sich im gleichen Haus eine Ausstellung mit Geräten und Werkzeugen für die Arbeit im Rebberg und Weinkeller.

## Ausstellungen
Im von aussen zugänglichen Keller befinden sich der ursprünglich erhaltene Weinkeller und eine Werkstatt, die von der Arbeit der letzten Spiezer Fassküfer zeugt. Historische Einrichtung und Gebrauchsgegenstände werden in den Wohnräumen im Parterre gezeigt. Daneben gibt es auch eine historische Küche samt Kochgeschirr. Mit dem Holzherd wird im Rahmen von Aktionstagen gekocht und gebacken.
Im Obergeschoss des Haupthauses ist eine Dauerausstellung zur Orts- und Heimatgeschichte sowie zu Rebbau-Themen eingerichtet. Im Gadengeschoss finden jährlich wechselnde Sonderausstellungen statt; beispielsweise im Jahr 2020 über das Dampfschiff Blümlisalp, mit Vorträgen und Führungen. Das Museum bietet thematische Führungen sowie die Vermietung von Räumen für allerlei Anlässe an.